# Bogen (Evenes)
Bogen is een plaats in de Noorse gemeente Evenes, provincie Nordland. Bogen telt 375 inwoners (2007) en heeft een oppervlakte van 0,68 km².